# ۾
Le signe arabe sindhi men de position est une symbole de l’écriture arabe sindhi utilisé pour transcrire le mot mẽ indiquant une position (« dans », « entre »). Il est composé d’un mēm ‹ م › avec un double alif souscrit.

## Représentation informatique
Le signe arabe sindhi men de position peut être représenté avec le caractère Unicode suivant (arabe) :
| formes | représentations | chaînes de caractères | points de code | descriptions                       |
| ------ | --------------- | --------------------- | -------------- | ---------------------------------- |
| lettre | ۾               | ۾                     | U+06FE         | signe arabe sindhi men de position |